# Czekolada dubajska

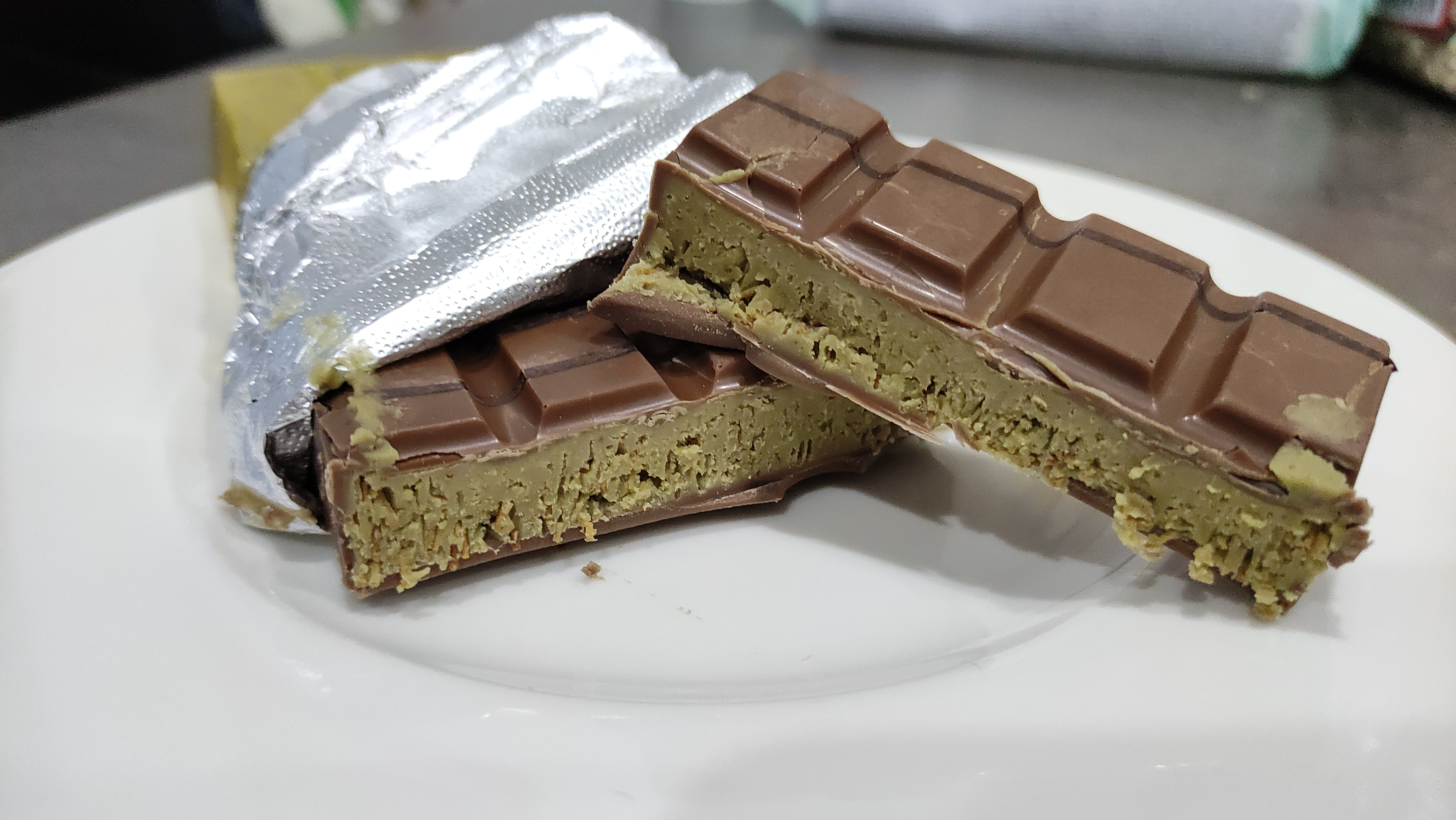
Czekolada dubajska z widocznym nadzieniem

Czekolada dubajska – tabliczka czekolady z nadzieniem z kremu pistacjowego, ciasta kataifi i pasty tahini. Po raz pierwszy została wyprodukowana przez firmę Fix Dessert Chocolatier w Dubaju w 2021, pod nazwą Can’t Get Knafeh of It. Produkt zyskał ogromną popularność po tym, jak w 2024 pojawił się w filmikach influencerów w mediach społecznościowych, szczególnie tych zamieszczonych na TikToku.

## Opis
Tabliczka dubajskiej czekolady składa się z czekolady mlecznej, wypełnionej słodkim kremem pistacjowym, wymieszanym z drobno pokrojonym, chrupkim ciastem kataifi i pastą tahini.

## Historia
Czekolada została wymyślona przez Sarę Hamoudę, Brytyjkę egipskiego pochodzenia mieszkającą w Dubaju. Pomysł na produkt narodził się w 2021 roku podczas jej ciąży, gdy Hamouda postanowiła połączyć smaki tradycyjnego bliskowschodniego deseru knafeh z czekoladą. Efektem tych eksperymentów była czekolada Can’t Get Knafeh of It. Początkowo sprzedaż produktu była niewielka, jednak po publikacji wiralowego nagrania na TikToku, ukazującego wnętrze czekolady i jej chrupiącą konsystencję, zainteresowanie gwałtownie wzrosło, prowadząc do tysięcy zamówień.
Popularność czekolady dubajskiej przyczyniła się do powstania licznych naśladowców, zarówno wśród małych rzemieślników, jak i dużych firm, takich jak Lindt, która w 2023 roku wprowadziła limitowaną edycję inspirowaną oryginalnym przepisem. Charakterystyczne połączenie smaków znalazło zastosowanie także w innych daniach – zarówno deserach (takich jak lody, ciastka, brownie, czy np. sprzedawane w Polsce w okolicach tłustego czwartku 2025 pączki z pistacjowym nadzieniem, nazywane pączkami dubajskimi), jak i daniach wytrawnych, np. w kebabie.
Popularność dubajskiej czekolady doprowadziła do wzrostu globalnego zapotrzebowania na pistacje.

### Spory prawne

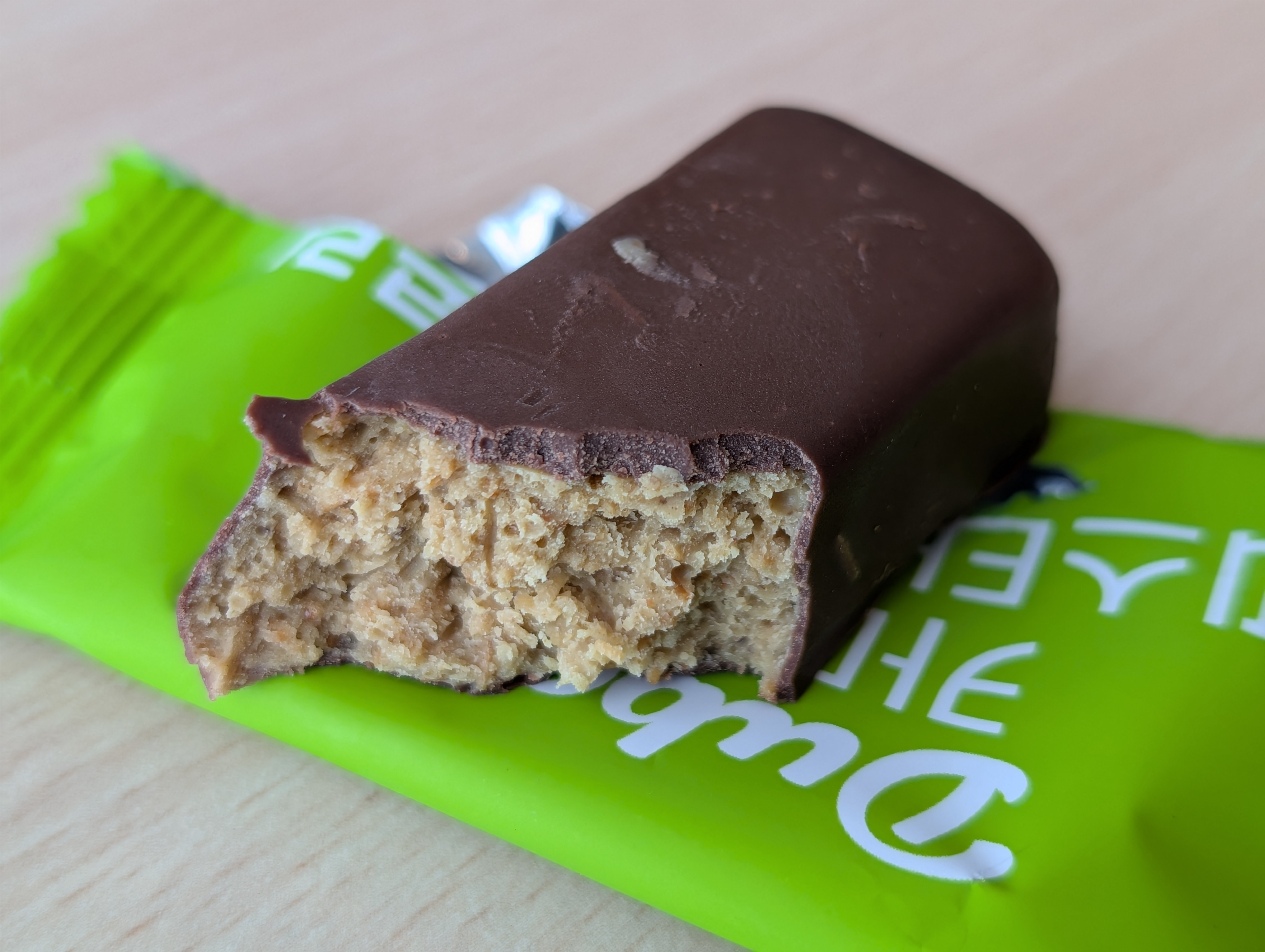
Czekolada dubajska z Korei Południowej

Po sukcesie Fix Dessert Chocolatier, również więksi producenci, tacy jak Lindt, rozpoczęli produkcję i sprzedaż czekolady pod nazwą Dubajska czekolada. W Niemczech Wilmers, importer imitacji Fix Dubai Chocolate, wystosował do producenta Lindt oraz sieci Aldi i Lidl wezwanie do zaprzestania sprzedaży, argumentując, że ich produkt nie jest wytwarzany w Dubaju. Choć oznaczenia geograficzne mogą być chronione na mocy Aktu Genewskiego Porozumienia Lizbońskiego, Zjednoczone Emiraty Arabskie nie podpisały tego porozumienia. Według większości interpretacji prawnych, nazwa „czekolada dubajska” jest pospolitą nazwą handlową, i nie stanowi oznaczenia geograficznego. W styczniu 2025 niemiecki sąd w Kolonii orzekł, że sieć Aldi musi zaprzestać sprzedaży produktu o nazwie „Alyan Dubai Handmade Chocolate”, uznając, że może to wprowadzać konsumentów w błąd co do pochodzenia czekolady, która w rzeczywistości jest produkowana w Turcji.

## Badania i alergeny
W 2025 niemiecka fundacja Stiftung Warentest przeprowadziła badanie kilku komercyjnych produktów określanych jako „czekolada dubajska”. Badanie wykryło w niektórych czekoladach dubajskich, potencjalnie szkodliwe substancje pochodzące z rafinowanego oleju palmowego oraz toksyny pleśniowe (aflatoksyny) z pistacji. Ponadto niektóre z testowanych produktów miały nieprawidłowe oznakowanie i zawierały np. nieoznaczony sezam.